# Чепуркин, Николай Степанович
Николай Степанович Чепуркин (25 декабря 1902, Верхнечирский, область Войска Донского — 16 октября 1989, Ростов-на-Дону) — советский военачальник, генерал-майор (21.04.1943).

## Биография
Родился 25 декабря 1902 года в станице Верхне-Чирская (ныне — хутор Верхнечирский в Боковском районе Ростовской области). Донской казак.

### Гражданская война
28 октября 1919 года был призван в РККА и зачислен в отдельный кавалерийский эскадрон 36-й стрелковой дивизии 9-й армии. В ее составе воевал на Южном фронте против войск генералов А. И. Деникина и П. Н. Врангеля. Член РКП(б) с 1919 года. С февраля 1920 года после расформировании эскадрона числился в политотделе дивизии. В марте 1920 года был направлен в политотдел 9-й армии на укрепление местных органов власти, был секретарем уездного комитета комсомола в станице Каменская и инструктором Донецкого губкома комсомола. С июля 1920 года проходил службу 9-й кавалерийской дивизии, служил в ней помощником военкома кавалерийского полка. Участвовал в ликвидации вооруженных формирований Нестора Махно и уничтожении банд Тютюнника на Украине и в Крыму.

### Межвоенные годы
После войны продолжил службу в 9-й кавалерийской дивизии в составе УВО на должностях: военкома заградительного отряда дивизии, политрука эскадрона, затем командиром взвода 49-го кавалерийского полка, политрука эскадрона 51-го и 52-го кавалерийских полков. С сентября 1925 года no ceнтябрь 1927 года на учебе: курсант-командир в Крымской кавалерийской школе, затем в Ленинградской кавалерийской школе. После окончания последней был направлен командиром взвода 69-го кавалерийского полка 12-й Кубанской кавалерийской дивизии СКВО.
В нюне 1929 года переведен в САВО, где был назначен в 81-й кавалерийский полк 7-й отдельной кавалерийской бригады. В его составе прослужил четыре года в должностях командира взвода, командира и политрука пулеметного эскадрона, помощника начальника штаба и врид командира полка. Командиром пулеметного эскадрона принимал участие в боях против отрядов Ибрагим-бека на территории Таджикистана и Узбекистана. С мая 1933 года — помощник начальника 1-й части штаба 7-й горно-кавалерийской дивизии.
В июле I934 года направлен в УВО, где назначается помощником начальника 1-й части штаба 2-й кавалерийской дивизии. С октября 1935 года был начальником штаба 8-го кавалерийского полка этой дивизии в КВО, с октября 1937 года исполнял должность начальника 1-й части штаба дивизии. В апреле I938 года назначен начальником штаба 3-й кавалерийской Бессарабской ордена Ленина Краснознаменной дивизии им. Г. И. Котовского в составе КОВО. С сентября 1938 года по май 1939 года находился на учебе на ВАК при Академии Генштаба РККА, затем вновь вернулся в дивизию на прежнюю должность. Участвовал а походах Красной армии в Западную Украину, Северную Буковину и Бессарабию.

### Великая Отечественная война
В начале войны продолжал исполнять должность начальника штаба 3-й кавалерийской дивизии, которая в составе 5-го кавалерийского корпуса 1-й армии Юго-Западного фронта участвовала в приграничном сражении юго-западнее города Львов, под натиском превосходящих сил противника она вынуждена была с боями отходить в направлении Волочиск, Бердичев, Казатин, Белая Церковь. С 15 июля дивизия вела боевые действия в составе 26-й армии. В ходе Киевской оборонительной операции действовала а районе города Тараща, а августе — сентябре под Ржищевом на реках Днепр и Псёл. В октябре–декабре 1941 года её части оборонялись под Харьковом и на курском направлении, входя а состав 38-й и 21-й армий Юго-Западного фронта. За проявленные личным составом героизм, отвагу и мужество, организованность и умелое выполнение боевых заданий командования приказом НКО от 25 декабря 1941 года дивизия была преобразована в 5-ю гвардейскую кавалерийскую. В конце декабря 1941 года по январь 1942 года она действовала по тылам противника в районах Ливны и Верховье.
30 января 1942 года полковник Н. С. Чепуркин назначен командиром 5-й гвардейской дивизии. Части дивизии принимали участие в Харьковском сражении, затем в Сталинградской битве.
С декабря 1943 года дивизия в составе 3-го гвардейского кавалерийского корпуса 4-й ударной армии 1-го Прибалтийского фронта приняла участие в Городокской наступательной операции, в ходе которой Н. С. Чепуркин был тяжело ранен и до мая 1944 года находился в госпитале. По излечении вновь приступил к командованию дивизией. Летом того же года дивизия успешно действовала в ходе Белорусской наступательной операции, отличилась при освобождении города Орша. В конце июля 1944 года она участвовала в Вильнюсской наступательной операции, в форсировании реки Неман и освобождении Вильнюса, с января 1945 года — в Восточно-Прусской, Восточно-Померанской и Берлинской наступательных операциях.
За время войны Н. С. Чепуркин был 11 раз персонально упомянут в благодарственных приказах Верховного Главнокомандующего.

### Послевоенное время
После войны продолжал командовать дивизией. С июля 1946 года назначен командиром 24-й механизированной дивизии в ПрикВО. В апреле 1949 года направлен на обучение в Высшую военную академию имени К. Е. Ворошилова. С марта 1951 года, по окончании академии, был назначен на должность военного советника при командире армейского корпуса Венгерской народной армии. С января 1955 года в распоряжении ГУК, с мая того же года назначен начальником штаба – первым заместителем командующего 4-й армии ЗакВО.
В сентябре 1959 освобождён от должности, в ноябре 1959 года уволен в запас.

## Награды
СССР
- орден Ленина (21.02.1945)[3]
- четыре ордена Красного Знамени (05.11.1942[4], 03.11.1944[3], 14.04.1945[5], 15.11.1950[3])
- орден Суворова II степени (10.04.1945)[6]
- орден Кутузова II степени (31.03.1943)[7]
- орден Богдана Хмельницкого II степени (29.05.1945)[8]
- два ордена Отечественной войны I степени (14.03.1944[9], 06.04.1985[10])
- орден Красной Звезды (05.11.1941)[11]

медали в том числе:
- - «XX лет Рабоче-Крестьянской Красной Армии» (1938)[11];
  - «За оборону Сталинграда»;
  - «За оборону Киева»;
  - «За победу над Германией в Великой Отечественной войне 1941—1945 гг.»(14.08.1945)[12];
  - «За взятие Кёнигсберга»;
  - «Ветеран Вооружённых Сил СССР»
- знак «50 лет пребывания в КПСС»

Приказы (благодарности) Верховного Главнокомандующего в которых отмечен И. П. Калюжный.
- За овладение городом Лида — крупным железнодорожным узлом и важным опорным пунктом обороны немцев на гродненском направлении. 9 июля 1944 года № 133.
- За овладение штурмом городом и крепостью Гродно — крупным железнодорожным узлом и важным укреплённым районом обороны немцев, прикрывающим подступы к границам Восточной Пруссии. 16 июля 1944 года. № 139.
- За прорыв сильно укрепленной обороны немцев на южной границе Восточной Пруссии и овладение городами Найденбург, Танненберг, Едвабно и Аллендорф — важными опорными пунктами обороны немцев. 21 января 1945 года. № 239.
- За овладение городом Алленштейн — важным узлом железных и шоссейных дорог я сильно укрепленным опорным пунктом немцев, прикрывающим с юга центральные районы Восточной Пруссии. 22 января 1945 года. № 242.
- За овладение городами Хойнице (Конитц) и Тухоля (Тухель) — крупными узлами коммуникаций и сильными опорными пунктами обороны немцев в западной части Польши. 15 февраля 1945 года. № 280.
- За овладение городами Шлохау, Штегерс, Хаммерштайн, Бальденберг, Бублид — важными узлами коммуникаций и сильными опорными пунктами обороны немцев. 27 февраля 1945 года. № 285
- За овладение городами Нойштеттин и Прехлау — важными узлами коммуникаций и сильными опорными пунктами обороны немцев в Померании. 28 февраля 1945 года. № 286
- За овладение городами и важными узлами дорог Анклам, Фридланд, Нойбранденбург, Лихен и вступили на территорию провинции Мекленбург. 29 апреля 1945 года. № 351.
- За овладение городами Грайфсвальд, Трептов, Нойштрелитц, Фюрстенберг, Гранзее — важными узлами дорог в северо-западной части Померании и в Мекленбурге. 30 апреля 1945 года. № 352.
- За овладение городами Штральзунд, Гриммен, Деммин, Мальхин, Варен, Везенберг — важными узлами дорог и сильными опорными пунктами обороны немцев. 1 мая 1945 года. № 354.
- За овладение городами Барт, Бад-Доберан, Нойбуков, Варин, Виттенберге и за соединение на линии Висмар, Виттенберге с союзными нам английскими войсками. 3 мая 1945 года. № 360.

Других государств
- орден «Легион почёта» (США) (май 1945)
- рыцарский крест ордена «Виртути Милитари» (ПНР)
- медаль «За Одру, Нису и Балтику» (ПНР)